# ズマナ・カマラ
ズマナ・カマラ（Zoumana Camara , 1979年4月3日 - ）は、フランス・オー＝ド＝セーヌ県コロンブ出身の元サッカー選手、元フランス代表。現役時代のポジションはセンターバック。マリにルーツを持つ。

## 経歴

### クラブ
マリ出身の両親の下でオー＝ド＝セーヌ県コロンブに生まれると、17歳の時に2部のASサンテティエンヌからプロキャリアを開始し、1997-98シーズンに2部ながらもレギュラーとして26試合に出場した。1998年6月にイタリア1部のインテルナツィオナーレ・ミラノとオプション付きで2003年までの契約を締結したカマラは、大きな期待を寄せられ、年代別代表で一緒だった同胞のウスマーヌ・ダボとミカエル・シルヴェストルとプレーすることになったが、リーグ戦の出番は訪れず、コッパ・イタリアに2試合出場した後、1998-99シーズン残りを同国1部のエンポリFC、1999-2000シーズンをフランス1部のSCバスティアに期限付き移籍で滞在した。
2000年6月1日にフランス1部のオリンピック・マルセイユと契約し、加入1季目こそレギュラーだったものの、翌2001-02シーズンは控えにまわり、シーズン途中の2002年1月にラミーヌ・サコーとの交換移籍でRCランスと契約をした。しかし、ランスでは定期的な脚の付け根の負傷から、同2001-02シーズン残りの試合に出場が出来ない状態にあり、翌2002-03シーズン開幕後も暫く出場出来ず、復帰してからはジョエル・ミュレ（en）監督によって不慣れな右サイドバックに起用されて不本意な形に終わった。
2003年7月22日にイングランド1部のリーズ・ユナイテッドAFCへ期限付き移籍で契約する。マイケル・デュベリーとルーカス・ラデベが開幕前に負傷していた影響もあり、序盤戦はレギュラーとして本来左サイドバックのドミニク・マッテオ（en）や中途加入のロッキ・ジュニオールとコンビを組み、8月30日のミドルズブラFC戦（3-2）で初得点を挙げたが、ピーター・リード監督からエディ・グレイ（en）監督に交代後は出番に恵まれず、また、シーズン終了時に2部への降格を経験した。なお、シーズン終盤の3月にクラブの逼迫している財務状況を知り得ていたら、そもそも参加することはなかったと非難しているが、その一方で財政難を緩和するためにクラブから1月に契約解除の申し入れを拒否していた。
2004-05シーズンから復帰した古巣のサンテティエンヌでは、ヴァンサン・オニョン（en）とコンビを組み、在籍3季でのリーグ戦欠場が僅か6試合のみと不可欠な存在として活躍した。2007年7月24日にパリ・サンジェルマンFCと4年契約を結び、アラン・カイザック会長からフランスで最高のセンターバックと評されたカマラは、ポール・ル・グエン監督の下でマリオ・ジェペスとコンビを組んで加入1季目ながらもリーグ戦全38試合に出場し、クープ・ドゥ・ラ・リーグでは優勝を果たす。以後のアントワーヌ・コンブアレ監督の下でもセンターバックの1番手としてママドゥ・サコーやサミー・トラオレ、シルヴァン・アルマンとコンビを組んでいたが、クラブの筆頭株主がカタールの政府系ファンドになってからは補強の煽りを受けて序列が下がっており、一時は退団を決心するもスポーツディレクターのレオナルドの説得によって契約を2013年夏までに延長した。その後、状況はより顕著になったものの、2013年6月と2014年5月にそれぞれ契約を1年延長することに成功している。
2014-15シーズンをもって現役を引退。

### 代表
フランス代表としての出場機会はなかったが、ロジェ・ルメール監督の下でFIFAコンフェデレーションズカップ2001のメンバー入りを果たし、
2001年6月1日のオーストラリアとのグループリーグ第2戦（0-1）で初出場を飾る。以後の出場はなく、2005年にサンテティエンヌでの活躍から、レイモン・ドメネク監督によって負傷したリリアン・テュラムの代役として2006 FIFAワールドカップ・ヨーロッパ予選のスイス戦とキプロス戦へ向けて招集されているが、出番は訪れなかった。

## タイトル

### クラブ
パリ・サンジェルマンFC
- リーグ・アン：2012-13, 2013-14, 2014-15
- クープ・ドゥ・ラ・リーグ：2007-08, 2013-14, 2014-15
- クープ・ドゥ・フランス：2009-10, 2014-15
- トロフェ・デ・シャンピオン：2013, 2014

### 代表
フランス代表 U-19
- UEFA U-19欧州選手権：1997

フランス代表
- FIFAコンフェデレーションズカップ：2001